# George Allison
George Allison (Darlington, dicembre 1883 – Londra, 13 marzo 1957) è stato un giornalista e allenatore di calcio inglese.

## Biografia
Nato a di Darlington, Allison cominciò la carriera di a giornalista nella terra d'origine, il nord-est, prima di trasferirsi a Londra nel 1905. Divenne l'editorialista del giornale del Woolwich Arsenal e continuò a svolgere questo ruolo anche dopo il trasferimento del club a Highbury e il cambio di denominazione in "Arsenal". Commentò la prima finale di FA Cup trasmessa alla radio, quella che vide opposti Arsenal e Cardiff City nel 1927. Nel mese precedente aveva dato prova di versatilità in ambito sportivo rivestendo il ruolo di assistente del corrispondente della BBC Meyrick Good nel corso della prima trasmissione radiofonica della gara ippica Grand National.
Era già diventato membro del direttivo del club, di cui fu il primo segretario e managing director. Dopo l'improvvisa morte del leggendario presidente dell'Arsenal Herbert Chapman ai primi di gennaio 1934, Allison fu nominato successore a tempo pieno di Chapman nell'estate di quell'anno. Sotto la guida di Chapman e dell'allenatore provvisorio Joe Shaw l'Arsenal aveva già vinto il League Championship due volte di fila (1932-1933 e 1933-1934). Sotto la gestione di Allison la squadra raggiunse quota tre titoli nazionali vinti, aggiudicandosi il campionato nel 1934-1935. In seguito conquistò anche la FA Cup 1935-1936 e nuovamente il campionato nel 1937-1938.
Allison recitò nel film Il mistero dell'arsenale (The Arsenal Stadium Mystery) del 1939, interpretando se stesso sul set di Highbury. Tra le sue parti vi era una frase urlata durante l'intervallo tra primo e secondo tempo: "Siamo sull'uno a zero per l'Arsenal. È così che ci piace", frase che parve quasi un presagio visti i molti 1-0 di cui sarebbe stato protagonista l'Arsenal molti decenni dopo.
Allison decise di non interferire sulle scelte tecniche, al contrario del suo predecessore Chapman; Joe Shaw e Tom Whittaker si occuparono dell'allenamento e della gestione tecnica della squadra, mentre Allison si concentrava sul calciomercato e sui rapporti del club con i media. Il giocatore dell'Arsenal Bernard Joy più tardi racconterà: "[Lui era] garbato, amichevole e di buon cuore. Ma non era molto capace di gestire i calciatori e non possedeva una profonda conoscenza del gioco. I sostenitori di Allison hanno citato i trofei vinti sotto il suo operato, sebbene dalla fine degli anni '30 l'Arsenal non fu più il team che vinceva tutto come erano stati precedentemente. Allison non era stato capace di sostituire molte delle stelle dalla prima metà del decennio, specialmente Alex James.
Con l'avvento della Seconda Guerra Mondiale, il campionato ufficiale in Inghilterra fu sospeso; dopo che le ostilità furono terminate, molti dei giocatori che avevano reso grande l'Arsenal (come Cliff Bastin e Ted Drake) si ritirarono. L'Arsenal finì tredicesimo nel 1946-47, e Allison, quasi settantenne e stanco della vita da allenatore, decise di ritirarsi. Morì nel 1957 dopo molti anni di malattia.

## Palmarès

### Allenatore

#### Competizioni nazionali
- Campionato inglese: 2

Arsenal: 1934-1935, 1937-1938
- Coppa d'Inghilterra: 1

Arsenal: 1935-1936
- Community Shield: 2

Arsenal: 1934, 1938